# Elexa Bahr
Elexa Marie Bahr (* 26. Mai 1998 in Buford, Georgia) ist eine in den USA geborene kolumbianische Fußballspielerin.

## Karriere

### Vereine
Nach ihren Jugendklubs spielte sie während ihrer Zeit am College von 2016 bis 2019 für die South Carolina Gamecocks. Im Sommer unterschrieb sie ihren ersten Vertrag beim spanischen Klub CDE Racing Féminas, wo sie in der dortigen zweiten Liga zu einigen Einsätzen kam. Ihr Vertrag endete im Sommer 2022 und sie schloss sich in Kolumbien nun Deportivo Cali an, wo sie besonders für die Copa Libertadores Femenina 2022 als Verstärkung eingesetzt wurde. Seit Januar 2023 steht sie bei América de Cali unter Vertrag.

### Nationalmannschaft
Ihr erstes bekanntes Spiel für die kolumbianische A-Nationalmannschaft hatte sie am 24. Oktober 2021, wo sie bei einem 2:0-Freundschaftsspielsieg über Chile in der 87. Minute für Mayra Ramírez eingewechselt wurde. Nach weiteren Freundschaftsspieleinsätzen gehörte sie auch mit zum Mannschaftskader bei der Copa América 2022, bei welchem ihre Mannschaft als Ausrichter das Finale erreichte. Im nächsten Jahr nahm sie mit ihrem Team an der Weltmeisterschaft 2023 teil, bekam hier aber keinerlei Einsatzzeit.